# AS Rivière du Rempart
Die Association Sportive Rivière du Rempart, auch AS Sportive Rivière du Rempart genannt, ist ein mauritischer Fußballverein aus der Ortschaft Mapou. Aktuell spielt der Verein in der zweiten Liga.

## Geschichte
Der Verein wurde 1970 als Young Eagles Sporting Club gegründet. 1999 wurde der Verein in Association Sportive Rivière du Rempart umbenannt. Die größten Erfolge waren das Erreichen des Finales des Mauritian Republic Cup 2012 und 2024. 2012 musste man sich dem Savanne SC; und 2024 dem Cercle de Joachim SC geschlagen geben.

## Erfolge
- Mauritian-Republic-Cup-Finalist: 2011/12, 2024

## Stadion
Seine Heimspiele trägt der Verein im Anjalay Stadium in Pamplemousses aus. Das Stadion hat ein Fassungsvermögen von 16.000 Personen.